# Solella de la Datzira

La Solella de la Datzira és una solana del terme municipal de Castellcir, a la comarca del Moianès. Pertany a l'enclavament de la Vall de Marfà.

La Solella de la Datzira, respecte del terme de Castellcir

Està situada a l'extrem nord de la Vall de Marfà, al nord de la casa de Marfà. És a la dreta de la Riera de Marfà, a l'extrem sud-oest del Serrat de Montbrú i dels Cingles de Montbrú i dessota, al sud-est, de les Roques Tallades. És al nord-est i una mica distant de la masia a la qual pertanyia, la Datzira.

## Etimologia
Molts dels topònims catalans són moderns i de caràcter clarament descriptiu; en aquest cas, es tracta de la solana situada a l'est-nord-est, i en terres seves, de la masia de la Datzira.